# 2282 Andrés Bello
A 2282 Andres Bello (ideiglenes jelöléssel 1974 FE) a Naprendszer kisbolygóövében található aszteroida. Carlos Torres fedezte fel 1974. március 22-én.